# Daniele Filippo Farsetti
Daniele Filippo Farsetti (Venezia, 23 agosto 1725 – Venezia, 12 marzo 1787) è stato un letterato italiano.

## Biografia
Figlio di Anton Francesco e di Bianca Morosini, apparteneva a un ramo di una nobile famiglia massese che aveva acquistato l'iscrizione al patriziato veneziano nel 1664. Si trattava, dunque, di una casata molto ricca che gli poté assicurare un'ottima educazione.
Dedicò la sua vita agli interessi letterari e artistici, rifiutando più volte gli incarichi politici. Appassionato di poesia, scrisse numerosi componimenti, soprattutto d'occasione (se ne ritrovano in varie raccolte), nonché il poema giocoso Le spose riacquistate, con Carlo Gozzi e Sebastiano Crotta (pubblicato postumo nel 1818).
Nel 1747, con Gaspare Gozzi, Giuseppe Baretti, Natale Dalle Laste, Giuseppe Gennari e Marco Forcellini, fu tra i fondatori dell'Accademia dei Granelleschi, particolarmente impegnata nella valorizzazione delle opere di Dante Alighieri e nella difesa di Carlo Gozzi nelle dispute che lo opposero a Pietro Chiari e Carlo Goldoni. A causa dei toni troppo accesi, i riformatori dello Studio di Padova vietarono la stampa degli atti dell'Accademia (che infine si sciolse nel 1762).
Fu inoltre pittore dilettante. Allievo di Raffaele Bachi, utilizzò soprattutto il pastello per realizzare copie di dipinti tre-quattrocenteschi. Dipinse inoltre alcuni affreschi nella villa di Santa Maria di Sala, che aveva ereditato dal cugino Filippo assieme al palazzo di San Luca con il suo museo. Quest'ultimo fu aperto a studiosi e artisti, ai quali il Farsetti proferiva incoraggiamenti e consigli. In aggiunta, ebbe conoscenze in ambito musicale e fu un appassionato bibliofilo.
Dal matrimonio con Elisabetta Minotto (1759) nacquero tre figli. L'ultimogenito, Anton Francesco, condusse un'esistenza dissoluta che lo portò a vendere la biblioteca e a disperdere il museo.